# ناثانيل غيست
ناثانيل غيست (بالإنجليزية: Nathaniel Gist)‏ هو دبلوماسي أمريكي، ولد في 15 أكتوبر 1733 في بالتيمور في الولايات المتحدة، وتوفي في 1812.